# Crystal Gayle
Crystal Gayle (nacida como Brenda Gail Webb, 9 de enero de 1951) es una cantante, actriz, productora y compositora estadounidense de música country más conocida por su exitosa canción de country pop «Don't It Make My Brown Eyes Blue» de 1977 con el que recibió un Premio Grammy a la mejor interpretación vocal country femenina. Durante su carrera ha acumulado alrededor de veinte números uno, especialmente durante la década de 1970 y 1980 (con 18 en Billboard y dos en Cashbox) y seis discos de oro certificados por la RIAA.
Gayle se convirtió en la primera artista femenina en la historia de la música country en alcanzar ventas de platino con su álbum de 1977 We Must Believe in Magic. Es la hermana más pequeña (por 19 años) de la cantante Loretta Lynn y prima lejana de la cantante Patty Loveless, es famosa por su pelo casi hasta los pies; fue elegida como una de las 50 personas más bellas del mundo por la revista People en 1983.
Crystal Gayle tiene una estrella en el Paseo de la Fama de Hollywood, cerca de la estrella de su hermana mayor Loretta Lynn.

## Discografía

### Álbumes de estudio

#### Década de 1970
| Crystal Gayle                                           | - Fecha de lanzamiento: 7 de febrero de 1975 - Sello discográfico: United Artists Records - Formatos: LP, casete, | 25 | —   | 12 | —  | —  |                                                              |
| Somebody Loves You                                      | - Fecha de lanzamiento: 20 de octubre de 1975 - Sello discográfico: United Artists Records - Formatos: LP, casete | 11 | —   | —  | —  | —  |                                                              |
| Crystal                                                 | - Fecha de lanzamiento: 6 de agosto de 1976 - Sello discográfico: United Artists Records - Formatos: LP, casete   | 7  | —   | —  | —  | —  |                                                              |
| We Must Believe in Magic                                | - Fecha de lanzamiento: 24 de junio de 1977 - Sello discográfico: United Artists Records - Formatos: LP, casete   | 2  | 12  | —  | 5  | 15 | - Canadá: Oro - Reino Unido: Plata - Estados Unidos: Platino |
| When I Dream                                            | - Fecha de lanzamiento: 2 de junio de 1978 - Sello discográfico: United Artists Records - Formatos: LP, casete    | 2  | 52  | 1  | 50 | 25 | - Canadá: Oro - Reino Unido: Plata - Estados Unidos: Platino |
| We Should Be Together                                   | - Fecha de lanzamiento: 19 de junio de 1979 - Sello discográfico: United Artists Records - Formatos: LP, casete   | 9  | 128 | 7  | —  | —  |                                                              |
| Miss the Mississippi                                    | - Fecha de lanzamiento: septiembre de 1979 - Sello discográfico: Columbia Records - Formatos: LP, casete          | 3  | 36  | 6  | —  | —  | - Estados Unidos: oro                                        |
| "—" denota que el lanzamiento no apareció en las listas | |    |     |    |    |    |                                                              |

#### Década de 1980
| These Days                                              | - Fecha de lanzamiento: agosto de 1980 - Sello discográfico: Columbia Records - Formatos: LP, casete             | 6  | 79  | - Estados Unidos: Oro |
| Hollywood, Tennessee                                    | - Fecha de lanzamiento: agosto de 1981 - Sello discográfico: Columbia Records - Formatos: LP, casete             | 5  | 99  |                       |
| True Love                                               | - Fecha de lanzamiento: noviembre de 1982 - Sello discográfico: Elektra Records - Formatos: LP, casete           | 14 | 120 |                       |
| Cage the Songbird                                       | - Fecha de lanzamiento: 17 de octubre de 1983 - Sello discográfico: Warner Bros. Records - Formatos: LP, casete  | 5  | 171 |                       |
| Nobody Wants to Be Alone                                | - Fecha de lanzamiento: abril de 1985 - Sello discográfico: Warner Bros. Records - Formatos: LP, casete          | 17 | —   |                       |
| Straight to the Heart                                   | - Fecha de lanzamiento: agosto de 1986 - Sello discográfico: Warner Bros. Records - Formatos: LP, casete         | 12 | —   |                       |
| Nobody's Angel                                          | - Fecha de lanzamiento: septiembre de 1988 - Sello discográfico: Warner Bros. Records - Formatos: LP, CD, casete | 63 | —   |                       |
| "—" denota que el lanzamiento no apareció en las listas | |    |     |                       |

#### Décadas de 1990 y 2000
| Título                                                     | Detalles del álbum                                                                                              |
| ---------------------------------------------------------- | --- |
| Ain't Gonna Worry                                          | - Fecha de lanzamiento: 1990 - Sello discográfico: Capitol Nashville - Formatos: CD, casete                     |
| Three Good Reasons                                         | - Fecha de lanzamiento: 1992 - Sello discográfico: Liberty Records - Formatos: CD, casete                       |
| Best Always                                                | - Fecha de lanzamiento: 17 de enero de 1993 - Sello discográfico: Branson Entertainment - Formatos: CD, casete  |
| Someday                                                    | - Fecha de lanzamiento: 30 de mayo de 1995 - Sello discográfico: Intersound Records - Formatos: CD, casete      |
| He Is Beautiful                                            | - Fecha de lanzamiento: 1996 - Sello discográfico: Southpaw Records - Formatos: CD, casete                      |
| Crystal Gayle Sings the Heart and Soul of Hoagy Carmichael | - Fecha de lanzamiento: 23 de octubre de 1999 - Sello discográfico: Intersound Records - Formatos: CD, casete   |
| In My Arms                                                 | - Fecha de lanzamiento: 31 de octubre de 2000 - Sello discográfico: Madacy Entertainment - Formatos: CD, casete |
| All My Tomorrows                                           | - Fecha de lanzamiento: 20 de septiembre de 2003 - Sello discográfico: Southpaw Records - Formatos: CD          |

### Álbumes en colaboración
| Título                                     | Detalles del álbum                                                                                              | Máxima posición en listas |
| Título                                     | Detalles del álbum                                                                                              | US Country                |
| ------------------------------------------ | --- | ------------------------- |
| What If We Fall in Love? (con Gary Morris) | - Fecha de lanzamiento: noviembre de 1986 - Sello discográfico: Warner Bros. Records - Formatos: LP, CD, casete | 25                        |

### Álbumes navideños
| Título              | Detalles del álbum                                                                                  | Peak positions |
| Título              | Detalles del álbum                                                                                  | US Country     |
| ------------------- | --------------------------------------------------------------------------------------------------- | -------------- |
| A Crystal Christmas | - Fecha de lanzamiento: noviembre de 1987 - Sello discográfico: Warner Bros. - Formatos: LP, casete | 69             |

### Bandas sonoras
| Título                             | Detalles del álbum                                                                                    |
| ---------------------------------- | --- |
| One from the Heart (con Tom Waits) | - Fecha de lanzamiento: febrero de 1982 - Sello discográfico: Columbia Records - Formatos: LP, casete |

### Álbumes compilatorios
| I've Cried the Blue Right Out of My Eyes                | - Fecha de lanzamiento: febrero de 1978 - Sello discográfico: MCA Records - Formatos: LP, casete                      | 19 | —   |                                                          |
| Classic Crystal                                         | - Fecha de lanzamiento: octubre de 1979 - Sello discográfico: United Artists Records - Formatos: LP, casete           | 8  | 62  | - Canadá: Oro - Reino Unido: Plata - Estados Unidos: Oro |
| Favorites                                               | - Fecha de lanzamiento: abril de 1980 - Sello discográfico: Liberty Records - Formatos: LP, casete                    | 37 | 149 |                                                          |
| A Woman's Heart                                         | - Fecha de lanzamiento: noviembre de 1980 - Sello discográfico: Liberty - Formatos: LP, casete                        | 40 | —   |                                                          |
| Love Songs                                              | - Fecha de lanzamiento: 1982 - Sello discográfico: Liberty - Formatos: LP, casete                                     | —  | —   |                                                          |
| Crystal Gayle's Greatest Hits                           | - Fecha de lanzamiento: agosto de 1983 - Sello discográfico: Columbia - Formatos: LP, CD, casete                      | 23 | 169 | - Estados Unidos: Oro                                    |
| The Best of Crystal Gayle                               | - Fecha de lanzamiento: agosto de 1987 - Sello discográfico: Warner Bros. - Formatos: LP, CD, casete                  | 53 | —   |                                                          |
| All-Time Greatest Hits                                  | - Fecha de lanzamiento: 15 d abril de 1991 - Sello discográfico: Curb Records - Formatos: CD, casete                  | —  | —   |                                                          |
| Greatest Hits                                           | - Fecha de lanzamiento: 21 de marzo de 1995 - Sello discográfico: EMI Special Products - Formatos: CD, casete         | —  | —   |                                                          |
| Super Hits                                              | - Fecha de lanzamiento: 17 de febrero de 1998 - Sello discográfico: Sony Special Products - Formatos: CD, casete      | —  | —   |                                                          |
| Certified Hits                                          | - Fecha de lanzamiento: 28 de agosto de 2001 - Sello discográfico: Capitol Nashville - Formatos: CD                   | —  | —   |                                                          |
| Greatest Hits                                           | - Fecha de lanzamiento: 28 de agosto de 2007 - Sello discográfico: Capitol Nashville - Formatos: CD, descarga digital | 65 | —   |                                                          |
| "—" denota que el lanzamiento no apareció en las listas | |    |     |                                                          |

## Videografía
| Título                              | Detalles del álbum                                                                               |
| ----------------------------------- | ------------------------------------------------------------------------------------------------ |
| Crystal Gayle's Holiday in Finland  | - Fecha de lanzamiento: 11 de diciembre de 2001 - Sello discográfico: Winstar - Formatos: VHS    |
| Crystal Gayle in Concert            | - Fecha de lanzamiento: 25 de enero de 2005 - Sello discográfico: White Star - Formatos: DVD     |
| Live! An Evening with Crystal Gayle | - Fecha de lanzamiento: 29 de agosto de 2006 - Sello discográfico: ZYX Music - Formatos: CD, DVD |

## Sencillos

### Década de 1970
| Año                                                     | Título                                                    | Máxima posición en listas | Máxima posición en listas | Máxima posición en listas | Máxima posición en listas | Máxima posición en listas | Máxima posición en listas | Máxima posición en listas | Certificaciones                            | Álbum                    |
| Año                                                     | Título                                                    | US Country                | US                        | US AC                     | CAN Country               | CAN                       | CAN AC                    | UK                        | Certificaciones                            | Álbum                    |
| ------------------------------------------------------- | --------------------------------------------------------- | ------------------------- | ------------------------- | ------------------------- | ------------------------- | ------------------------- | ------------------------- | ------------------------- | ------------------------------------------ | ------------------------ |
| 1970                                                    | «I've Cried (The Blue Right Out of My Eyes)»              | 23                        | —                         | —                         | 34                        | —                         | —                         | —                         |                                            | Sin álbum                |
| 1972                                                    | «Everybody Oughta Cry»                                    | 70                        | —                         | —                         | —                         | —                         | —                         | —                         |                                            | Sin álbum                |
| 1972                                                    | «I Hope You're Havin' Better Luck Than Me»                | 49                        | —                         | —                         | —                         | —                         | —                         | —                         |                                            | Sin álbum                |
| 1973                                                    | «Show Me How»                                             | —                         | —                         | —                         | —                         | —                         | —                         | —                         |                                            | Sin álbum                |
| 1974                                                    | «Restless»                                                | 39                        | —                         | —                         | —                         | —                         | —                         | —                         |                                            | Sin álbum                |
| 1974                                                    | «Wrong Road Again»                                        | 6                         | —                         | —                         | 17                        | —                         | —                         | —                         |                                            | Crystal Gayle            |
| 1975                                                    | «Beyond You»                                              | 27                        | —                         | —                         | 47                        | —                         | —                         | —                         |                                            | Crystal Gayle            |
| 1975                                                    | «This Is My Year for Mexico»                              | 21                        | —                         | —                         | 23                        | —                         | —                         | —                         |                                            | Crystal Gayle            |
| 1975                                                    | «Somebody Loves You»                                      | 8                         | —                         | —                         | 1                         | —                         | —                         | —                         |                                            | Somebody Loves You       |
| 1976                                                    | «I'll Get Over You»                                       | 1                         | 71                        | 40                        | 2                         | —                         | —                         | —                         |                                            | Somebody Loves You       |
| 1976                                                    | «One More Time (Karneval)»                                | 31                        | —                         | —                         | 26                        | —                         | —                         | —                         |                                            | Crystal                  |
| 1976                                                    | «You Never Miss a Real Good Thing (Till He Says Goodbye)» | 1                         | —                         | —                         | 1                         | —                         | —                         | —                         |                                            | Crystal                  |
| 1977                                                    | «I'll Do It All Over Again»                               | 2                         | —                         | —                         | 3                         | —                         | —                         | —                         |                                            | Crystal                  |
| 1977                                                    | «Don't It Make My Brown Eyes Blue»                        | 1                         | 2                         | 4                         | 1                         | 1                         | 1                         | 5                         | - Reino Unido: Plata - Estados Unidos: Oro | We Must Believe in Magic |
| 1978                                                    | «Ready for the Times to Get Better»                       | 1                         | 52                        | 3                         | 1                         | 60                        | 4                         | —                         |                                            | Crystal                  |
| 1978                                                    | «Talking in Your Sleep»                                   | 1                         | 18                        | 3                         | 1                         | 11                        | 3                         | 11                        | - Reino Unido: Plata                       | When I Dream             |
| 1978                                                    | «Why Have You Left the One You Left Me For»               | 1                         | —                         | 22                        | 1                         | —                         | 16                        | —                         |                                            | When I Dream             |
| 1979                                                    | «When I Dream»                                            | 3                         | 84                        | 20                        | 3                         | —                         | —                         |                           |                                            | When I Dream             |
| 1979                                                    | «Your Kisses Will»                                        | 7                         | —                         | 35                        | 14                        | —                         | 5                         | —                         |                                            | We Should Be Together    |
| 1979                                                    | «Half the Way»                                            | 2                         | 15                        | 9                         | 1                         | 56                        | 2                         | —                         |                                            | Miss the Mississippi     |
| "—" denota que el lanzamiento no apareció en las listas |                                                           |                           |                           |                           |                           |                           |                           |                           |                                            |                          |

### Década de 1980
| 1980 | «It's Like We Never Said Goodbye»     | 1  | 63 | 17 | 1  | 7 | Miss the Mississippi      |
| 1980 | «The Blue Side»                       | 8  | 81 | 16 | 4  | 3 | Miss the Mississippi      |
| 1980 | «If You Ever Change Your Mind»        | 1  | —  | 18 | 3  | 5 | These Days                |
| 1981 | «Take It Easy»                        | 17 | —  | —  | 3  | — | These Days                |
| 1981 | «Too Many Lovers»                     | 1  | —  | —  | 1  | — | These Days                |
| 1981 | «The Woman in Me»                     | 3  | 76 | 17 | 2  | 6 | Hollywood, Tennessee      |
| 1982 | «You Never Gave Up on Me»             | 5  | —  | —  | 3  | — | Hollywood, Tennessee      |
| 1982 | «Livin' in These Troubled Times»      | 9  | —  | —  | 30 | — | Hollywood, Tennessee      |
| 1982 | «'Til I Gain Control Again»           | 1  | —  | —  | 12 | — | True Love                 |
| 1983 | «Our Love Is on the Faultline»        | 1  | —  | 23 | 1  | — | True Love                 |
| 1983 | «Baby, What About You»                | 1  | 83 | 9  | 1  | 9 | True Love                 |
| 1983 | «The Sound of Goodbye»                | 1  | 84 | 10 | 9  | — | Cage the Songbird         |
| 1984 | «I Don't Wanna Lose Your Love»        | 2  | —  | 15 | 1  | — | Cage the Songbird         |
| 1984 | «Turning Away»                        | 1  | —  | —  | 1  | — | Cage the Songbird         |
| 1984 | «Me Against the Night»                | 4  | —  | —  | 1  | — | Cage the Songbird         |
| 1985 | «Nobody Wants to Be Alone»            | 3  | —  | —  | 4  | — | Nobody Wants to Be Alone  |
| 1985 | «A Long and Lasting Love»             | 5  | —  | —  | 5  | — | Nobody Wants to Be Alone  |
| 1986 | «Cry»                                 | 1  | —  | —  | 1  | — | Straight to the Heart     |
| 1986 | «Straight to the Heart»               | 1  | —  | —  | 2  | — | Straight to the Heart     |
| 1987 | «Nobody Should Have to Love This Way» | 26 | —  | —  | —  | — | Straight to the Heart     |
| 1987 | «Only Love Can Save Me Now»           | 11 | —  | —  | 18 | — | The Best of Crystal Gayle |
| 1988 | «Nobody's Angel»                      | 22 | —  | —  | *  | — | Nobody's Angel            |
| 1988 | «Tennessee Nights»                    | 44 | —  | —  | *  | — | Nobody's Angel            |
| "—" denota que el lanzamiento no apareció en las listas * denota que la posición en las listas es desconocida |                                       |    |    |    |    |   |                           |

### Década de 1990
| Año                                                     | Título                                  | Máxima posición en listas | Máxima posición en listas | Álbum                                                      |
| Año                                                     | Título                                  | US Country                | CAN Country               | Álbum                                                      |
| ------------------------------------------------------- | --------------------------------------- | ------------------------- | ------------------------- | ---------------------------------------------------------- |
| 1990                                                    | «Everybody's Reaching Out for Someone»  | —                         | 60                        | Ain't Gonna Worry                                          |
| 1990                                                    | «Never Ending Song of Love»             | 72                        | 78                        | Ain't Gonna Worry                                          |
| 1991                                                    | «It Ain't Gonna Worry My Mind»          | —                         | 84                        | Ain't Gonna Worry                                          |
| 1992                                                    | «Three Good Reasons»                    | —                         | —                         | Three Good Reasons                                         |
| 1995                                                    | «I Made a Promise» (con Eddie Rabbitt)  | —                         | —                         | Gordy (banda sonora)                                       |
| 1995                                                    | «Someday»                               | —                         | —                         | Someday                                                    |
| 1999                                                    | «Two Sleepy People» (con Willie Nelson) | —                         | —                         | Crystal Gayle Sings the Heart and Soul of Hoagy Carmichael |
| "—" denota que el lanzamiento no apareció en las listas |                                         |                           |                           |                                                            |

### Otros sencillos

#### Colaboraciones
| 1985                                                    | «Makin' Up for Lost Time (The Dallas Lovers Song)» | Gary Morris | 1  | 36 | 4 | Dallas: The Music Story  |
| 1987                                                    | «Another World»                                    | Gary Morris | 4  | —  | — | What If We Fall in Love? |
| 1988                                                    | «All of This and More"                             | Gary Morris | 26 | —  | — | What If We Fall in Love? |
| 1998                                                    | «When I Dream»                                     | Fizz        | —  | —  | — | Sin álbum                |
| "—" denota que el lanzamiento no apareció en las listas |                                                    |             |    |    |   |                          |

### Sencillos como invitada
| Año                                                     | Título                 | Artista(s)    | Máxima posición en listas | Máxima posición en listas | Máxima posición en listas | Máxima posición en listas | Máxima posición en listas | Máxima posición en listas | Máxima posición en listas | Álbum            |
| Año                                                     | Título                 | Artista(s)    | US Country                | US                        | US AC                     | CAN Country               | CAN                       | CAN AC                    | UK                        | Álbum            |
| ------------------------------------------------------- | ---------------------- | ------------- | ------------------------- | ------------------------- | ------------------------- | ------------------------- | ------------------------- | ------------------------- | ------------------------- | ---------------- |
| 1982                                                    | «You and I»            | Eddie Rabbitt | 1                         | 7                         | 2                         | 1                         | 35                        | 1                         | 81                        | Radio Romance    |
| 2010                                                    | «Christmas Everywhere» | Mishavonna    | —                         | —                         | —                         | —                         | —                         | —                         | —                         | Sin álbum        |
| 2013                                                    | «Beautiful Life»       | Sherry Lynn   | —                         | —                         | —                         | —                         | —                         | —                         | —                         | A Beautiful Life |
| "—" denota que el lanzamiento no apareció en las listas |                        |               |                           |                           |                           |                           |                           |                           |                           |                  |

#### Sencillos navideños
| Año  | Título                                   | Álbum               |
| ---- | ---------------------------------------- | ------------------- |
| 1986 | «Have Yourself a Merry Little Christmas» | A Crystal Christmas |
| 1987 | «O Holy Night»                           | A Crystal Christmas |

#### Sencillos promocionales
| Año                                                     | Título                                                       | Máxima posición en listas | Máxima posición en listas | Máxima posición en listas | Álbum                                    |
| Año                                                     | Título                                                       | US Country                | CAN Country               | UK                        | Álbum                                    |
| ------------------------------------------------------- | ------------------------------------------------------------ | ------------------------- | ------------------------- | ------------------------- | ---------------------------------------- |
| 1977                                                    | «I've Cried (The Blue Right Out of My Eyes)» (relanzamiento) | 40                        | 36                        | —                         | I've Cried the Blue Right Out of My Eyes |
| 1979                                                    | «Your Old Cold Shoulder»                                     | 5                         | 5                         | —                         | We Should Be Together                    |
| 1980                                                    | «River Road»                                                 | 64                        | 47                        | —                         | Favorites                                |
| 1980                                                    | «Heart Mender»                                               | 58                        | —                         | —                         | Favorites                                |
| 1983                                                    | «Everything I Own»                                           | —                         | —                         | 93                        | True Love                                |
| 1983                                                    | «Keepin' Power»                                              | 49                        | —                         | —                         | Crystal Gayle's Greatest Hits            |
| "—" denota que el lanzamiento no apareció en las listas |                                                              |                           |                           |                           |                                          |

## Vídeos musicales
| Año  | Título                                   | Director      |
| ---- | ---------------------------------------- | ------------- |
| 1979 | «Half the Way»                           |               |
| 1980 | «If You Ever Change Your Mind»           |               |
| 1982 | «'Til I Gain Control Again»              |               |
| 1984 | «I Don't Wanna Lose Your Love»           |               |
| 1985 | «Nobody Wants to Be Alone»               |               |
| 1985 | «A Long and Lasting Love»                |               |
| 1985 | «Touch and Go»                           |               |
| 1986 | «Have Yourself a Merry Little Christmas» |               |
| 1988 | «Nobody's Angel»                         |               |
| 1992 | «Three Good Reasons»                     | Thom Oliphant |
| 1995 | «I Made a Promise» (con Eddie Rabbitt)   |               |
| 1995 | «Someday"                                | Tom Bevins    |
| 2003 | «Hallelujah I Love Him So»               |               |